# Lars-Erik Moberg
Lars-Erik „Zeke“ Moberg (* 7. August 1957 in Katrineholm) ist ein ehemaliger schwedischer Kanute.

## Erfolge
Lars-Erik Moberg gab 1980 in Moskau sein Olympiadebüt, das er mit dem Vierer-Kajak über 1000 Meter bestritt. Die Mannschaft erreichte das Finale, welches sie auf dem neunten und letzten Platz abschloss.
Bei den Olympischen Spielen 1984 in Los Angeles gehörte Moberg neben Thomas Ohlsson, Per-Inge Bengtsson und Tommy Karls erneut zum schwedischen Aufgebot im Vierer-Kajak. Sie schlossen ihren Vorlauf auf dem dritten Platz ab und qualifizierten sich nach einem zweiten Platz im Halbfinale für den Endlauf. Die 1000-Meter-Distanz absolvierten sie dort in 3:02,81 Minuten, womit sie hinter dem australischen Vierer-Kajak und vor der französischen Mannschaft die Silbermedaille gewannen. Mit Per-Inge Bengtsson startete Moberg außerdem im Zweier-Kajak über 500 Meter. Die beiden erreichten ebenfalls das Finale, das sie hinter Ian Ferguson und Paul MacDonald aus Neuseeland auf dem Silberrang beendeten. Seinen dritten Wettbewerb der Spiele bestritt Moberg im Einer-Kajak auf der 500-Meter-Strecke. In diesem zog er ebenfalls in den Endlauf ein und gewann seine dritte Silbermedaille, nachdem er im Finalrennen nach 1:48,18 Minuten hinter Ian Ferguson und vor dem Franzosen Bernard Brégeon Zweiter wurde.
Vier Jahre darauf in Seoul gelang Moberg mit dem Vierer-Kajak über 1000 Meter abermals die Finalqualifikation. Die schwedische Mannschaft blieb allerdings weit hinter den Medaillenplätzen zurück, als sie die Ziellinie als Achte überquerte.
1981 wurde Moberg in Nottingham mit dem Vierer-Kajak über 500 Meter Vizeweltmeister und sicherte sich im Einer-Kajak ebenfalls auf der 500-Meter-Distanz Bronze. Ein Jahr darauf belegte er in Belgrad mit dem Vierer-Kajak über dieselbe Strecke den dritten Platz und sicherte sich mit ihm über 1000 Meter den Titelgewinn. Im Einer-Kajak gewann er erneut Bronze über 500 Meter. 1985 wiederholte Moberg in Mechelen mit dem Vierer-Kajak beide Platzierungen. Bei den Weltmeisterschaften 1987 in Duisburg belegte er mit dem Vierer-Kajak über 1000 Meter den zweiten Platz.